# James Arnold Taylor

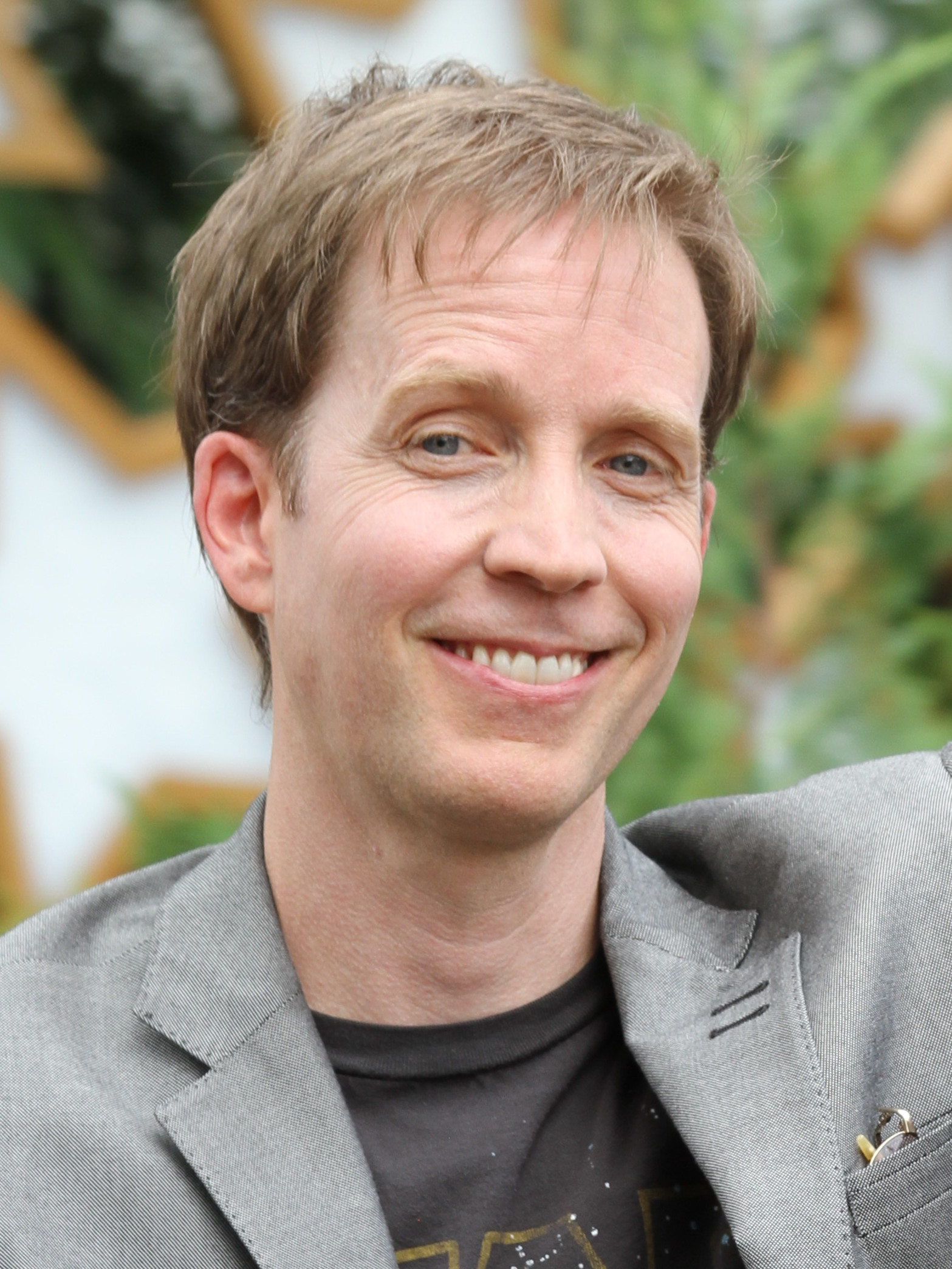
James Arnold Taylor, 2013

James Arnold Taylor (* 22. Juli 1969 in Santa Barbara, Kalifornien) ist ein US-amerikanischer Schauspieler und Synchronsprecher. Er sprach den Jedi-Meister Obi-Wan Kenobi in der Serie Star Wars: The Clone Wars und synchronisierte zahlreiche Charaktere in Videospielen.

## Leben
Taylor synchronisierte seit 1995 zahlreiche Charaktere in Serien, Videospielen und Filmen. Seine bekannteste Rolle ist die des Jedi-Ritters Obi-Wan Kenobi den er in fast allen Animations-Serien und Videospielen spricht. Er spricht auch Ratchet aus Ratchet & Clank. Taylor ist ein langjähriger Comic- und Star-Wars-Fan. 
Er ist seit 1991 verheiratet. Das Ehepaar hat eine Tochter.

## Filmografie (Auswahl)
- 1993–1998: Animaniacs
- 1995–1997: Freakazoid!

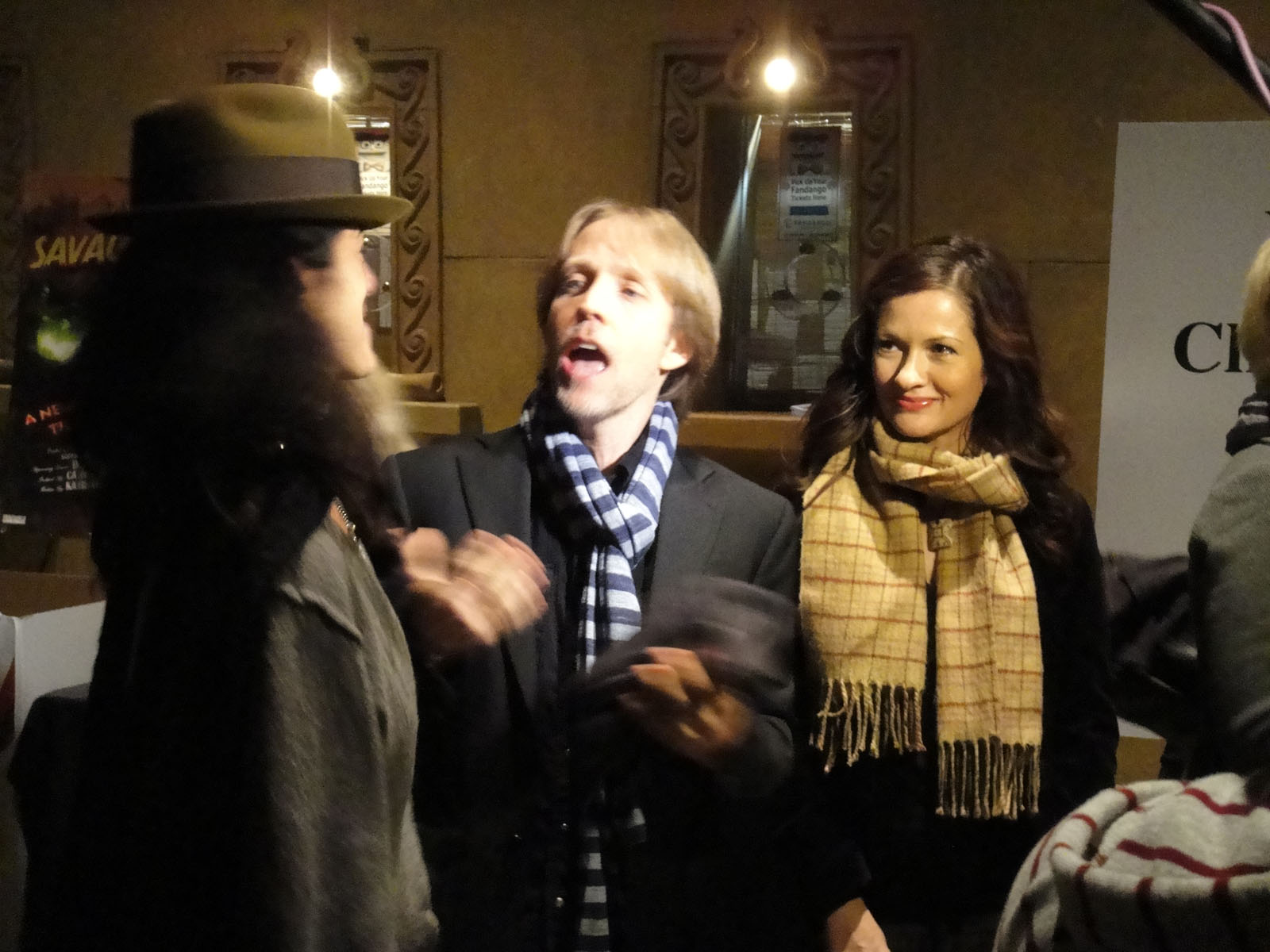
Taylor (Mitte) mit Nika Futterman und Catherine Taber (2010)

- 1995–1998: Pinky und der Brain (Pinky and the Brain)
- 1997: Johnny Bravo
- 2003–2005: Star Wars: Clone Wars (Serie, als Obi-Wan Kenobi)
- 2004–2007: Drawn Together
- 2005–2014: Johnny Test (als Johnny Test)
- 2008: Star Wars: The Clone Wars (als Obi-Wan Kenobi)
- 2008–2014, 2020: Star Wars: The Clone Wars (Serie, als Obi-Wan Kenobi)
- 2014–2017: Star Wars Rebels (Serie, als Obi-Wan Kenobi)
- 2015–2017: Clarence (Serie, Synchronstimme)
- 2022: Lego Star Wars Sommerurlaub (als Obi-Wan Kenobi und Jawa)[1]
- 2022: Star Wars: Geschichten der Jedi (Serie, als Obi-Wan Kenobi)